# Kurt Zouma
Pour les articles homonymes, voir Zouma (homonymie).
Kurt Zouma, né le 27 octobre 1994 à Lyon en France, est un footballeur international français qui évolue au poste de défenseur.
Après avoir été formé à l'AS Saint-Étienne où il commence sa carrière professionnelle et remporte la Coupe de la Ligue, il rejoint la Premier League en signant à Chelsea. Avec les Blues, il remporte plusieurs titres dont la Ligue des champions 2021 et le Championnat d'Angleterre à deux reprises.
Prêté à deux reprises durant son passage à Chelsea, il quitte ensuite le club pour rejoindre West Ham avec qui il remporte la Ligue Conférence de l'UEFA.
Il est sélectionné à onze reprise pour un but avec l'équipe de France et participe à l'Euro 2020.

## Biographie

### Débuts et formation
Né à Lyon de parents centrafricains, le jeune Kurt Zouma grandit dans un environnement familial imprégné de football et fait ses débuts en club en 2003 au FC Vaulx en Velin, dans la proche banlieue lyonnaise.
En 2007, il rejoint à douze ans le pôle espoirs football de Dijon pour y suivre une pré-formation de deux ans sous la direction de Gilles Salou et de la Fédération française de football, alternant séances scolaires et sportives durant la semaine et week-ends en famille et dans son club à Vaulx en Velin,.
À sa sortie du pôle dijonnais, Kurt Zouma effectue un essai sans suite à l'Olympique lyonnais, puis sollicité par plusieurs clubs français de Ligue 1, répond positivement à une proposition de l'AS Saint-Étienne et intègre à quatorze ans le centre de formation du club stéphanois durant l'été 2009.

### AS Saint-Étienne

#### Centre de formation de l'AS Saint-Étienne
Du fait de son imposant gabarit, de ses précoces dispositions techniques et de ses facultés d'assimilation, il est immédiatement surclassé par l'encadrement ligérien et incorpore les moins de dix-sept ans de l'AS Saint-Étienne. En janvier 2010, le jeune défenseur central est convoqué en équipe de France des moins de 16 ans par Patrick Gonfalone pour participer au tournoi international de l'Aegean cup à Izmir (Turquie) et remporte à quinze ans son premier trophée.

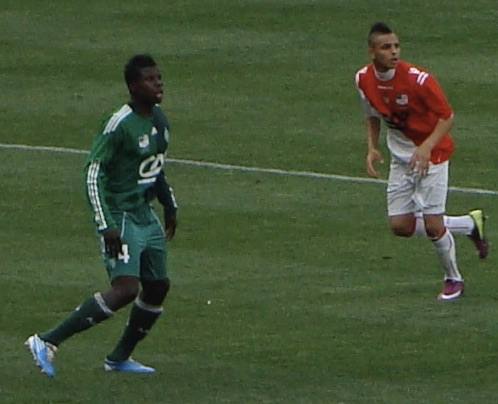
Zouma (en vert), lors de la finale de la Coupe Gambardella 2011.

Son parcours va dès lors connaître une fulgurante ascension. Alors qu'il pouvait continuer avec les moins de dix-sept ans du club stéphanois, il rejoint au début de la saison 2010-2011 l'équipe des moins de dix-neuf ans, puis intègre très rapidement la CFA avec l'équipe réserve, et effectue même lors de cette saison quelques apparitions lors de séances d'entrainement avec l'équipe première de Ligue 1. Il s'affirme dans le même temps comme un élément incontournable de l'équipe de France des moins de 17 ans, au sein de laquelle il est sélectionné à dix-sept reprises, participant au championnat d'Europe (élimination de la France 1-0 aux portes des demi-finales par le Danemark), puis à la coupe du monde (élimination 2-1 en quarts de finale par le Mexique, pays organisateur futur vainqueur). Avec l'équipe des moins de 19 ans de l'AS Saint-Étienne, il dispute le 14 mai 2011 la finale de la coupe Gambardella contre l'AS Monaco, perdue aux tirs au but.
Kurt Zouma ne se contente pas d'affirmer son talent au poste de défenseur central, il inscrit également son premier but sous les couleurs de l'AS Saint-Étienne avec l'équipe réserve, le 12 mars 2011, contre Les Fenets d'Anglet lors d'un match nul un but partout.
Alors que la saison 2010-2011 n'est pas encore terminée, les dirigeants de l'AS Saint-Étienne lui proposent son premier contrat professionnel. Le jeune défenseur et son entourage familial acceptent, et le 1er avril 2011, à l'âge de seize ans et demi seulement, il s'engage avec son club formateur pour une durée de trois ans,.

#### Débuts professionnels à l'AS Saint-Étienne

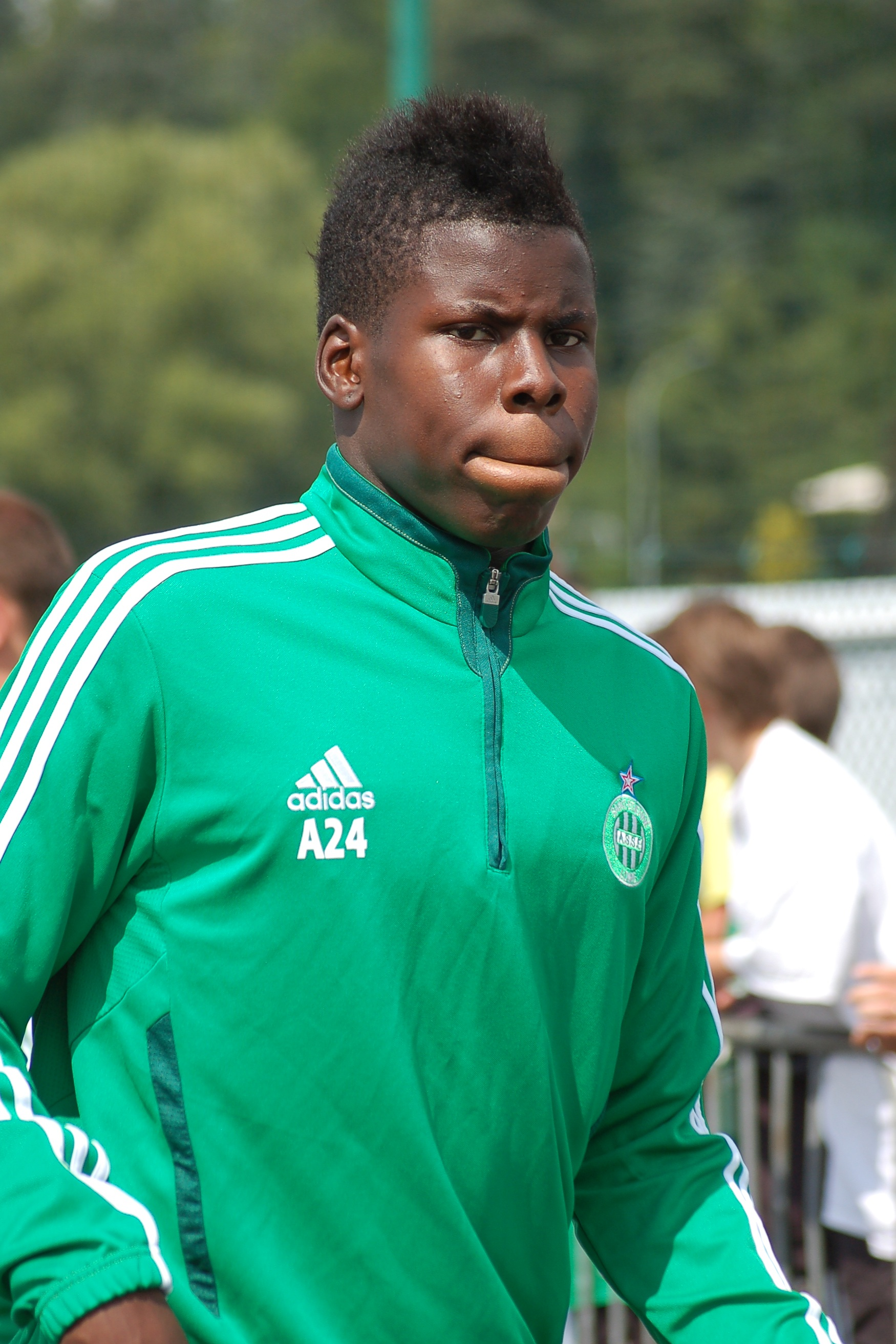
Kurt Zouma avec les Verts.

Le 31 août 2011, il dispute son premier match officiel avec l'équipe première en tant que titulaire, en 16e de finale de la Coupe de la Ligue contre les Girondins de Bordeaux (victoire 3-1 des Verts), et joue l'intégralité de la rencontre. Reversé le 11 septembre en équipe réserve lors du match de CFA contre le Hyères FC, il s'illustre en marquant son second but sous les couleurs de l'AS Saint-Étienne (défaite 2-1). À la suite des blessures de plusieurs joueurs, il est de nouveau titularisé à quatre reprises en équipe première durant l'automne par Christophe Galtier, effectuant ses grands débuts en Ligue 1 le 17 septembre 2011, lors de la rencontre contre le FC Lorient (défaite 3-1). Solide dans l'axe de la défense stéphanoise, Kurt Zouma marque également son premier but en Ligue 1 le 19 novembre 2011 contre l'OGC Nice (victoire 2-0), suivi d'un deuxième le 14 janvier 2012 contre le FC Sochaux, assurant la victoire de son équipe (1-0). Lors de son intégration en équipe professionnelle, afin de l'aider à ne pas brûler les étapes, Christophe Galtier avait décidé de ne pas lui attribuer de numéro et de maillot nominatif. Le 27 janvier 2012, en raison de sa rapide adaptation, Kurt Zouma se voit officiellement remettre un maillot portant son nom et le numéro 4 par le capitaine stéphanois, Loïc Perrin. Dès lors, il ne retournera plus en équipe réserve et deviendra un titulaire indiscutable et régulier en Ligue 1 jusqu'à la fin du mois d'avril, supplantant progressivement Jean-Pascal Mignot et Paulão dans la hiérarchie des défenseurs centraux de l'équipe première.
Manchester City fait une offre de 12 millions d'euros pour recruter Zouma en janvier 2012, mais le club ligérien repousse cette offre et Kurt Zouma refuse de son côté l'idée d'un départ, affirmant qu'il souhaite "grandir tranquillement". Le 6 avril 2012, il accepte la proposition des dirigeants stéphanois de prolongation de son contrat à l'ASSE jusqu'en juin 2016, ces derniers tenant à lui réaffirmer leur confiance et à dissuader de futures sollicitations. Lors de l'intersaison, il est de nouveau approché par des émissaires dépêchés par différents clubs anglais. Cette situation perturbe quelque peu le jeune Zouma, mais Roland Romeyer et Christophe Galtier sont fermes : le joueur restera à l'AS Saint Étienne pour la saison 2012-2013.

#### Une deuxième saison perturbée par les blessures
Durant le mois d'août, Kurt Zouma est titulaire lors des quatre premiers matchs de championnat inaugurant la saison 2012-2013 de Ligue 1, puis est convoqué début septembre pour un stage de préparation avec l'équipe de France des moins de 19 ans. Il est promu capitaine du groupe France le 5 septembre à l'occasion du match d'opposition contre l'US Créteil (défaite 2-1), mais lors de la rencontre amicale contre l'équipe de Suisse des moins de 19 ans, le 8 septembre à Genève (victoire 1-0), il subit une réaction inflammatoire au niveau du genou opéré en fin de saison précédente, qui va l'éloigner des terrains jusqu'à la fin du mois de septembre. Il reprendra sa place de titulaire au sein de l'équipe stéphanoise le 30 septembre, à l'occasion du match de championnat contre le Stade de Reims (0-0). Le 20 octobre, lors de la confrontation avec l'OGC Nice (1-1), il est victime d'une entorse à la cheville qui va le contraindre à déclarer de nouveau forfait pendant près de deux mois, et à céder durablement sa place en défense centrale à Bayal Sall. Le jeune défenseur effectue son retour le 16 décembre à l'occasion de la réception du FC Lorient (défaite 2-0), mais peine à retrouver une place de titulaire au sein d'une charnière centrale Perrin-Sall brillante en championnat et en Coupe de la Ligue, et son parcours va s'avérer irrégulier jusqu'à la fin du mois de mars.
Le 30 mars, Zouma joue l'intégralité de la rencontre de championnat contre l'ES Troyes AC (2-2) et sa prestation convaincante va amener Christophe Galtier à lui faire de nouveau confiance jusqu'à la fin de la saison. Il réalise un match très solide le 20 avril au Stade de France lors de la conquête du titre en Coupe de la Ligue contre le Stade rennais FC (1-0), et décroche à l'âge de dix huit ans son premier trophée en club. Il se distingue le 28 avril au stade de Gerland à l'occasion du derby contre l'Olympique lyonnais en marquant le but qui permet à l'AS Saint-Étienne d'arracher le match nul (1-1), récidivant le 12 mai contre le FC Lorient en inscrivant le seul but de l'équipe stéphanoise de la rencontre (défaite 3-1).
Sa bonne fin de saison va lui permettre de réintégrer l'équipe de France. Il est convoqué par Pierre Mankowski au sein du groupe qui va s'illustrer en remportant le 13 juillet face à l'Uruguay le premier titre français de champion du monde des moins de 20 ans (4-1 aux tirs au but). Ménagé en raison d'une blessure, Kurt Zouma est sur le banc lors des deux premiers matchs qualificatifs contre le Ghana et les États-Unis. Il entre dans la compétition pour le dernier match de poule contre l'Espagne (défaite 2-1) et s'affirme comme pilier de la charnière centrale jusqu'à la finale, inscrivant également un but le 6 juillet lors du quart de finale opposant la France à l'Ouzbékistan (victoire 4-0).
Le 2 novembre 2013 lors d'un match de championnat contre le FC Sochaux, il est expulsé à la suite d'un tacle sur Thomas Guerbert, alors victime d’une fracture tibia-péroné. À la suite de ce geste, Kurt Zouma écope d'une suspension ferme de dix matchs.

### Chelsea
Le 31 janvier 2014, il signe à Chelsea mais reste à l'ASSE sous forme de prêt jusqu'à la fin de la saison 2013-2014.

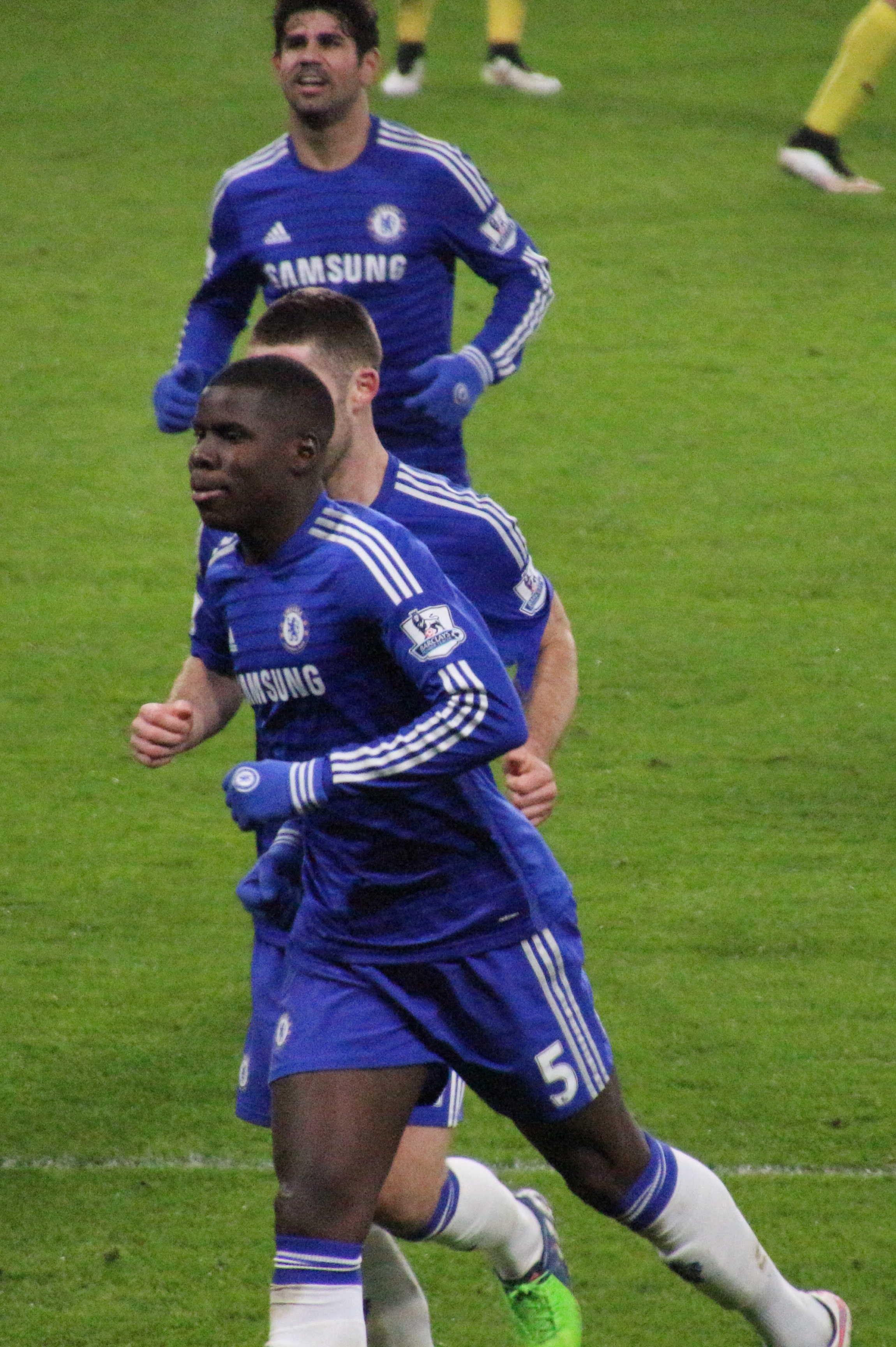
Kurt Zouma avec les Blues.

Il joue son premier avec Chelsea le 24 septembre 2014, en étant titularisé en Coupe de la ligue et marque de la tête le premier but du match pour une victoire deux buts à un. Il est titulaire pour la première fois en championnat contre Newcastle le 10 janvier 2015 en remplacement de Gary Cahill après un match difficile de se dernier contre Tottenham (défaite 5-3) et où il réalise une bonne performance. Il enchaîne les titularisations notamment en finale de la Coupe de la Ligue contre Tottenham, victoire deux buts à zéro et en Premier League face à West Ham (victoire 1-0) où il est replacé en milieu de terrain. Mourinho n'hésite pas à lui témoigner sa confiance en le titularisant dans des chocs notamment lors d'une victoire un but à zéro contre Manchester United où il joue en milieu de terrain.
Lors de la saison 2015-2016, malgré le début de saison très poussif de Chelsea, il joue titulaire presque tous les matchs de Premier League et de Ligue des champions, tantôt aux côtés de Gary Cahill, tantôt aux côtés de John Terry. Il s'impose vraiment au fil du temps comme un titulaire du onze de départ de José Mourinho, à la place de Cahill, notamment lors de la seule victoire de prestige des Blues de la saison contre Arsenal en étant un taulier en défense et buteur. Le remplacement de Mourinho par Guus Hiddink ne modifie pas la hiérarchie en défense, Zouma restant préféré à Cahill.
Le 7 février 2016, à l'occasion du match nul contre Chelsea, il est victime d'une rupture du ligament croisé antérieur du genou droit qui le rend indisponible au moins six mois. Sa saison est donc terminée et il manque l'Euro 2016.
Le 29 mai 2021, de retour de prêts depuis deux il remporte la Ligue des Champions face à Manchester City.

### Prêt à Stoke City et à l'Everton FC
Afin de reprendre confiance après de nombreuses blessures et d'avoir plus de temps de jeu, il est prêté une saison par les Blues de Chelsea au Stoke City FC. Il inscrit un but en trente-sept matchs toutes compétitions confondues avec les Potters avant de réintégrer l'effectif de Chelsea à l'issue de la saison.
Le 10 août 2018, Kurt Zouma est prêté pour une saison à l'Everton FC. Le 25 août suivant, il prend part à son premier match avec les Toffees en entrant en fin de rencontre contre l'AFC Bournemouth (2-2). Il inscrit son premier but sous le maillot d'Everton face à cette même équipe de Bournemouth le 13 janvier 2019 (2-0).
Zouma inscrit au total deux buts en trente-six matchs toutes compétitions confondues avec Everton avant de retourner à Chelsea à l'issue de la saison.

### West Ham United
Le 28 août 2021, West Ham officialise le transfert de Kurt Zouma. Il signe un contrat courant jusqu'en juin 2025 contre une indemnité de transfert évaluée entre 30 et 35 millions d'euros. Le 19 septembre 2021, il joue son premier match avec West Ham en étant titularisé contre Manchester United, en championnat. Son équipe s'incline par deux buts à un.
Zouma est capitaine de West Ham lors de la saison 2023-2024,. En fin de saison, l'entraîneur David Moyes est remplacé par Julen Lopetegui, ce qui ne garantit plus à Zouma d'être titulaire. Lopetegui attribue le brassard de capitaine à Jarrod Bowen.

### Prêt à Al-Orobah FC
À la fin du mois d'août 2024, alors qu'il n'entre pas dans les plans de l'entraîneur de West Ham Julen Lopetegui, Kurt Zouma est prêté au Al-Orobah FC. Il découvre ainsi un nouveau championnat, la Saudi Pro League.

### Équipe de France
Le 29 février 2012, Kurt Zouma est appelé en équipe de France des moins de 19 ans pour un match amical contre l'Espagne (défaite 2-1), mais à la suite d'une lésion bénigne contractée au genou gauche le 24 mars 2012 pendant la rencontre contre le Montpellier HSC, il est ménagé en sélection et n'est pas convoqué pour le tournoi de Porto (9-14 avril). Le réveil de cette blessure après un coup reçu le 29 avril lors du match de championnat contre le Dijon FCO nécessite une intervention chirurgicale et une immobilisation de plusieurs semaines, et il ne participe pas non plus à l'Euro des moins de 19 ans, qui se déroule en Estonie du 3 au 15 juillet. Sa saison prématurément terminée, Kurt Zouma met à profit cette période d'inactivité pour préparer son Baccalauréat ES, diplôme qu'il obtient avec succès début juillet.
En 2013, Kurt Zouma remporte la Coupe du monde des moins de 20 ans avec l'équipe de France. Il est notamment titulaire lors de la finale. Le 11 novembre 2014, il est appelé en équipe de France pour la première fois de sa carrière par Didier Deschamps mais n'entre pas en jeu.
En mars 2015, il est de nouveau rappelé pour les confrontations amicales contre le Brésil et le Danemark. Le 29 mars 2015, Zouma honore sa première sélection avec l'équipe de France en entrant en fin de match contre le Danemark (victoire 2-0) au stade Geoffroy-Guichard de Saint-Étienne, son ancien club. En 2018, il fait partie des réservistes de l'équipe de France pour la Coupe du monde en Russie.
Le 11 juin 2019, Kurt Zouma inscrit son premier but sous le maillot de l'équipe de France à l'occasion d'une rencontre comptant pour les éliminatoires de l'Euro 2020 contre l'Andorre lors d'une victoire quatre buts à zéro.
Le 18 mai 2021, il est appelé par Didier Deschamps pour disputer l’Euro 2021. Cependant, il ne participe à aucun match du tournoi. La France a été éliminée en huitièmes de finale de l'Euro par la Suisse aux tirs au but (3-3 a.p., 4-5 aux t.a.b.).

## Style et caractéristiques
Kurt Zouma joue principalement au poste de défenseur central mais peut également évoluer comme latéral droit ou milieu de terrain défensif. Joueur droitier, ses aptitudes physiques, notamment sa détente sèche, constituent son point fort et lui permettent d'être à l'aise dans les duels défensifs. Ces qualités athlétiques amènent Chelsea à le recruter en 2014 et son entraîneur, José Mourinho, à le comparer à Marcel Desailly en mars 2015. Pierre Mankowski, qui l'a dirigé en équipe de France -20 ans et en équipe de France espoirs, confirme cette comparaison et déclare à ce sujet : « Ils ont des attitudes équivalentes dans la puissance, l'impact défensif ou quand il s'agit d'aller au duel. Et il est très bon dans le jeu aérien comme l'était Desailly. » Sa précocité et sa progression rapide sont également mises en avant,.

## Statistiques

### En club
| Saison                | Club                  | Championnat           | Championnat | Championnat | Coupe nationale | Coupe nationale | Coupe de la Ligue | Coupe de la Ligue | Supercoupe | Supercoupe | Compétition(s) continentale(s) | Compétition(s) continentale(s) | Compétition(s) continentale(s) | Supercoupe UEFA | Supercoupe UEFA | Total | Total |
| Saison                | Club                  | Division              | M.          | B.          | M.              | B.              | M.                | B.                | M.         | B.         | Comp.                          | M.                             | B.                             | M.              | B.              | M.    | B.    |
| 2011-2012             | AS Saint-Étienne      | Ligue 1               | 22          | 2           | 1               | 0               | 1                 | 0                 | -          | -          | -                              | -                              | -                              | -               | -               | 24    | 2     |
| 2012-2013             | AS Saint-Étienne      | Ligue 1               | 18          | 2           | 4               | 0               | 1                 | 0                 | -          | -          | -                              | -                              | -                              | -               | -               | 23    | 2     |
| 2013-2014             | AS Saint-Étienne      | Ligue 1               | 24          | 0           | -               | -               | -                 | -                 | -          | -          | C3                             | 3                              | 0                              | -               | -               | 27    | 0     |
| Sous-total            | Sous-total            | Sous-total            | 64          | 4           | 5               | 0               | 2                 | 0                 | -          | -          | -                              | 3                              | 0                              | -               | -               | 74    | 4     |
| 2014-2015             | Chelsea FC            | Premier League        | 15          | 0           | 2               | 1               | 5                 | 1                 | -          | -          | C1                             | 4                              | 0                              | -               | -               | 26    | 2     |
| 2015-2016             | Chelsea FC            | Premier League        | 23          | 1           | 1               | 0               | 1                 | 0                 | 1          | 0          | C1                             | 6                              | 1                              | -               | -               | 32    | 2     |
| 2016-2017             | Chelsea FC            | Premier League        | 9           | 0           | 4               | 0               | -                 | -                 | -          | -          | -                              | -                              | -                              | -               | -               | 13    | 0     |
| 2019-2020             | Chelsea FC            | Premier League        | 28          | 0           | 5               | 0               | 2                 | 1                 | -          | -          | C1                             | 7                              | 0                              | 1               | 0               | 43    | 1     |
| 2020-2021             | Chelsea FC            | Premier League        | 24          | 5           | 5               | 0               | 2                 | 0                 | -          | -          | C1                             | 5                              | 0                              | -               | -               | 36    | 5     |
| 2021-2022             | Chelsea FC            | Premier League        | 0           | 0           | 0               | 0               | 0                 | 0                 | -          | -          | C1                             | 0                              | 0                              | 1               | 0               | 1     | 0     |
| Sous-total            | Sous-total            | Sous-total            | 99          | 6           | 17              | 1               | 10                | 2                 | 1          | 0          | -                              | 22                             | 1                              | 2               | 0               | 151   | 10    |
| 2017-2018             | Stoke City FC (prêt)  | Premier League        | 34          | 1           | 1               | 0               | 2                 | 0                 | -          | -          | -                              | -                              | -                              | -               | -               | 37    | 1     |
| 2018-2019             | Everton FC (prêt)     | Premier League        | 32          | 2           | 2               | 0               | 2                 | 0                 | -          | -          | -                              | -                              | -                              | -               | -               | 36    | 2     |
| 2021-2022             | West Ham United FC    | Premier League        | 24          | 1           | 2               | 0               | 0                 | 0                 | -          | -          | C3                             | 6                              | 0                              | -               | -               | 32    | 1     |
| 2022-2023             | West Ham United FC    | Premier League        | 25          | 2           | 0               | 0               | 0                 | 0                 | -          | -          | C4                             | 7                              | 0                              | -               | -               | 32    | 2     |
| 2023-2024             | West Ham United FC    | Premier League        | 33          | 3           | 2               | 0               | -                 | -                 | -          | -          | C3                             | 4                              | 0                              | -               | -               | 39    | 3     |
| Sous-total            | Sous-total            | Sous-total            | 82          | 6           | 4               | 0               | 0                 | 0                 | -          | -          | -                              | 17                             | 0                              | -               | -               | 103   | 6     |
| 2024-2025             | Al-Orobah FC          | Pro League            | 19          | 1           | 1               | 0               | -                 | -                 | -          | -          | -                              | -                              | -                              | -               | -               | 20    | 1     |
| Total sur la carrière | Total sur la carrière | Total sur la carrière | 330         | 20          | 30              | 1               | 16                | 2                 | 1          | 0          | -                              | 42                             | 1                              | 2               | 0               | 421   | 24    |

### En équipe de France
| Saison                | Sélection             | Phases finales        | Phases finales | Phases finales | Éliminatoires | Éliminatoires | Ligue des nations | Ligue des nations | Matchs amicaux | Matchs amicaux | Total | Total |
| Saison                | Sélection             | Compétition           | M              | B              | M             | B             | M                 | B                 | M              | B              | M     | B     |
| --------------------- | --------------------- | --------------------- | -------------- | -------------- | ------------- | ------------- | ----------------- | ----------------- | -------------- | -------------- | ----- | ----- |
| 2014-2015             | France                | -                     | -              | -              | -             | -             | -                 | -                 | 1              | 0              | 1     | 0     |
| 2015-2016             | France                | -                     | -              | -              | -             | -             | -                 | -                 | 1              | 0              | 1     | 0     |
| 2018-2019             | France                | -                     | -              | -              | -             | -             | -                 | -                 | 2              | 0              | 2     | 0     |
| 2019-2020             | France                | -                     | -              | -              | 1             | 1             | -                 | -                 | -              | -              | 1     | 1     |
| 2020-2021             | France                | Euro 2020             | 0              | 0              | 1             | 0             | 1                 | 0                 | 1              | 0              | 3     | 0     |
| 2020-2021             | France                | -                     | -              | -              | 3             | 0             | -                 | -                 | -              | -              | 3     | 0     |
| Total sur la carrière | Total sur la carrière | Total sur la carrière | -              | -              | 5             | 1             | 1                 | 0                 | 5              | 0              | 11    | 1     |

#### Liste des matchs internationaux
| Matchs internationaux de Kurt Zouma | Matchs internationaux de Kurt Zouma | Matchs internationaux de Kurt Zouma               | Matchs internationaux de Kurt Zouma | Matchs internationaux de Kurt Zouma | Matchs internationaux de Kurt Zouma     | Matchs internationaux de Kurt Zouma                                    |
|                                     | Date                                | Lieu                                              | Adversaire                          | Résultat                            | Compétition                             | Notes                                                                  |
| ----------------------------------- | ----------------------------------- | ------------------------------------------------- | ----------------------------------- | ----------------------------------- | --------------------------------------- | ---------------------------------------------------------------------- |
| 1.                                  | 29 mars 2015                        | Stade Geoffroy-Guichard, Saint-Étienne, France    | Danemark                            | 2 - 0                               | Match amical                            | Entre en jeu à la 82e minute de jeu à la place de Morgan Schneiderlin. |
| 2.                                  | 11 octobre 2015                     | Parken Stadium, Copenhague, Danemark              | Danemark                            | 1 - 2                               | Match amical                            | Entre en jeu à la 46e minute de jeu à la place de Raphaël Varane.      |
| 3.                                  | 11 octobre 2018                     | Stade du Roudourou, Guingamp, France              | Islande                             | 2 - 2                               | Match amical                            | Entre en jeu à la 46e minute de jeu à la place de Raphaël Varane.      |
| 4.                                  | 2 juin 2019                         | Stade de la Beaujoire, Nantes, France             | Bolivie                             | 2 - 0                               | Match amical                            | Entre en jeu à la 89e minute de jeu à la place de Samuel Umtiti.       |
| 5.                                  | 11 juin 2019                        | Estadi Nacional, Andorre-la-Vieille, Andorre      | Andorre                             | 0 - 4                               | Éliminatoires Euro 2020                 | Titulaire.                                                             |
| 6.                                  | 11 novembre 2020                    | Stade de France, Saint-Denis, France              | Finlande                            | 0 - 2                               | Match amical                            | Titulaire.                                                             |
| 7.                                  | 17 novembre 2020                    | Stade de France, Saint-Denis, France              | Suède                               | 4 - 2                               | Ligue des nations 2020-2021             | Entre en jeu à la 47e minute de jeu à la place de Raphaël Varane.      |
| 8.                                  | 28 mars 2021                        | Astana Arena, Noursoultan, Kazakhstan             | Kazakhstan                          | 0 - 2                               | Éliminatoires de la Coupe du monde 2022 | Titulaire.                                                             |
| 9.                                  | 4 septembre 2021                    | Stade olympique de Kiev, Kiev, Ukraine            | Ukraine                             | 1 - 1                               | Éliminatoires de la Coupe du monde 2022 | Titulaire.                                                             |
| 10.                                 | 7 septembre 2021                    | Parc Olympique lyonnais, Décines-Charpieu, France | Finlande                            | 2 - 0                               | Éliminatoires de la Coupe du monde 2022 | Titulaire.                                                             |
| 11.                                 | 15 novembre 2021                    | Stade olympique d'Helsinki, Helsinki, Finlande    | Finlande                            | 0 - 2                               | Éliminatoires de la Coupe du monde 2022 | Titulaire.                                                             |

#### Buts internationaux
| Buts en sélection de Kurt Zouma | Buts en sélection de Kurt Zouma | Buts en sélection de Kurt Zouma              | Buts en sélection de Kurt Zouma | Buts en sélection de Kurt Zouma | Buts en sélection de Kurt Zouma | Buts en sélection de Kurt Zouma | Buts en sélection de Kurt Zouma | Buts en sélection de Kurt Zouma |
|                                 | Date                            | Lieu                                         | Adversaire                      | Score                           | Résultat                        | Type de but                     | Compétition                     |                                 |
| ------------------------------- | ------------------------------- | -------------------------------------------- | ------------------------------- | ------------------------------- | ------------------------------- | ------------------------------- | ------------------------------- | ------------------------------- |
| 1.                              | 11 juin 2019                    | Estadi Nacional, Andorre-la-Vieille, Andorre | Andorre                         | 0 - 4                           | 0 - 4                           | Du pied droit                   | Éliminatoires Euro 2020         |                                 |

## Palmarès

### En club
Formé à l'AS Saint-Étienne, il y remporte la Coupe de la Ligue en 2013 avant de rejoindre Chelsea.
Dès sa première saison 2014-2015, il est champion d'Angleterre et remporte la Coupe de la Ligue avant de s'incliner contre Arsenal à l'été lors du Community Shield. Il, est de nouveau champion d'Angleterre en 2017 et reste sur le banc lors de la défaite en finale de Coupe d'Angleterre.
Prêté les deux saisons suivante, il revient lors de la saison 2019-2020 et est titulaire dès son retour lors de la Supercoupe de l'UEFA perdue contre Liverpool puis de nouveau en fin de saison lors de la finale perdue contre Arsenal en Coupe d'Angleterre. La saison suivante le voit s'incliner pour la troisième fois en finale de Coupe d'Angleterre mais également soulever Ligue des champions 2021 sans toutefois entrer en jeu lors des deux finales. 
Il remporte un quatrième titre avec Chelsea l'été suivant en étant titulaire lors de la Supercoupe de l'UEFA avant de partir quelques semaines plus tard à West Ham United avec qui il remporte la Ligue Europa conférence 2023 en étant titulaire lors de la finale contre l'ACF Fiorentina.

### En équipe nationale
Après avoir remporté la Coupe du monde en 2013 avec l'équipe de France des moins de 20 ans, il est sélectionné à onze reprise avec l'équipe de France et participe à l'Euro 2020.
| AS Saint-Étienne (1)                         | Chelsea FC (4) | West Ham United (1)                          | France -20 ans (1)                       |
| -------------------------------------------- | --- | -------------------------------------------- | ---------------------------------------- |
| - Coupe de la Ligue (1) : - Vainqueur : 2013 | - Ligue des champions (1) : - Vainqueur : 2021 - Supercoupe de l'UEFA : - Vainqueur : 2021 - Finaliste : 2019 - Championnat d'Angleterre (2) : - Champion : 2015 et 2017. - Coupe d'Angleterre : - Finaliste : 2017, 2020 et 2021 - Coupe de la Ligue (1) : - Vainqueur : 2015 - Community Shield : - Finaliste : 2015 | - Ligue Europa Conférence - Vainqueur : 2023 | - Coupe du monde U20 - Vainqueur : 2013. |

## Vie privée
Ses frères, Lionel Zouma (FC Vevey United) et Yoan Zouma (en) (Dagenham & Redbridge FC), sont également footballeurs professionnels.

## Affaire judiciaire

### Maltraitance animale
Le 7 février 2022, le journal britannique The Sun dévoile des vidéos datant de la veille dans lesquelles Zouma jette violemment, pourchasse puis frappe à plusieurs reprises son chat, tandis que son frère cadet Yoan filme la scène, hilare, et poste les contenus sur le réseau social Snapchat. Dans l'une des vidéos, le jeune fils du joueur tient le chat dans ses mains avant que son père frappe l'animal,. Une source avance au journal que la raison de la colère du Français est que son chat a « accidentellement brisé une sorte de vase et arraché un luminaire du placard de la cuisine ». Ces évènements provoquent alors un tollé médiatique et Zouma déclare : « Je veux présenter mes excuses pour mes actes. Il n'y a pas d'excuses pour mon comportement, que je regrette sincèrement. » West Ham, club dans lequel il évolue, condamne les gestes de son joueur. Son image est d'autant plus écornée que Zouma est l'un des ambassadeurs du fonds de dotation français Seed Charity qui épaule financièrement des associations caritatives, dont l'une d'entre elles vient en aide à des félins abusés,.
Le 8 février 2022, les fondations 30 millions d'amis et FBB ainsi que l'association PETA (avec le soutien de la RSPCA) portent plainte contre le défenseur et demandent notamment sa radiation de l'équipe de France,. Le 9 février 2022, le journal The Times rapporte que son club lui inflige une amende d'un « montant maximum » (soit 296 594 €), l'argent est reversé à des associations de protection des animaux. Dans la continuité de cette annonce, Vitality, une société spécialisée dans l'assurance médicale privée, a suspendu son contrat avec le club de West Ham avec « effet immédiat » puis la RSPCA annonce sur Twitter la saisie des chats du défenseur londonien. De plus, Sky Sports annonce que l'équipementier Adidas décide de mettre fin à son contrat avec le joueur,.
Reconnu coupable de maltraitance envers son chat, il est finalement condamné en juin 2022 à des travaux d'intérêt général. Il se voit également interdire par la Thames Magistrates' Court, à Londres, de détenir un chat durant cinq ans.